# Ga Lat Phrao 101 MRT

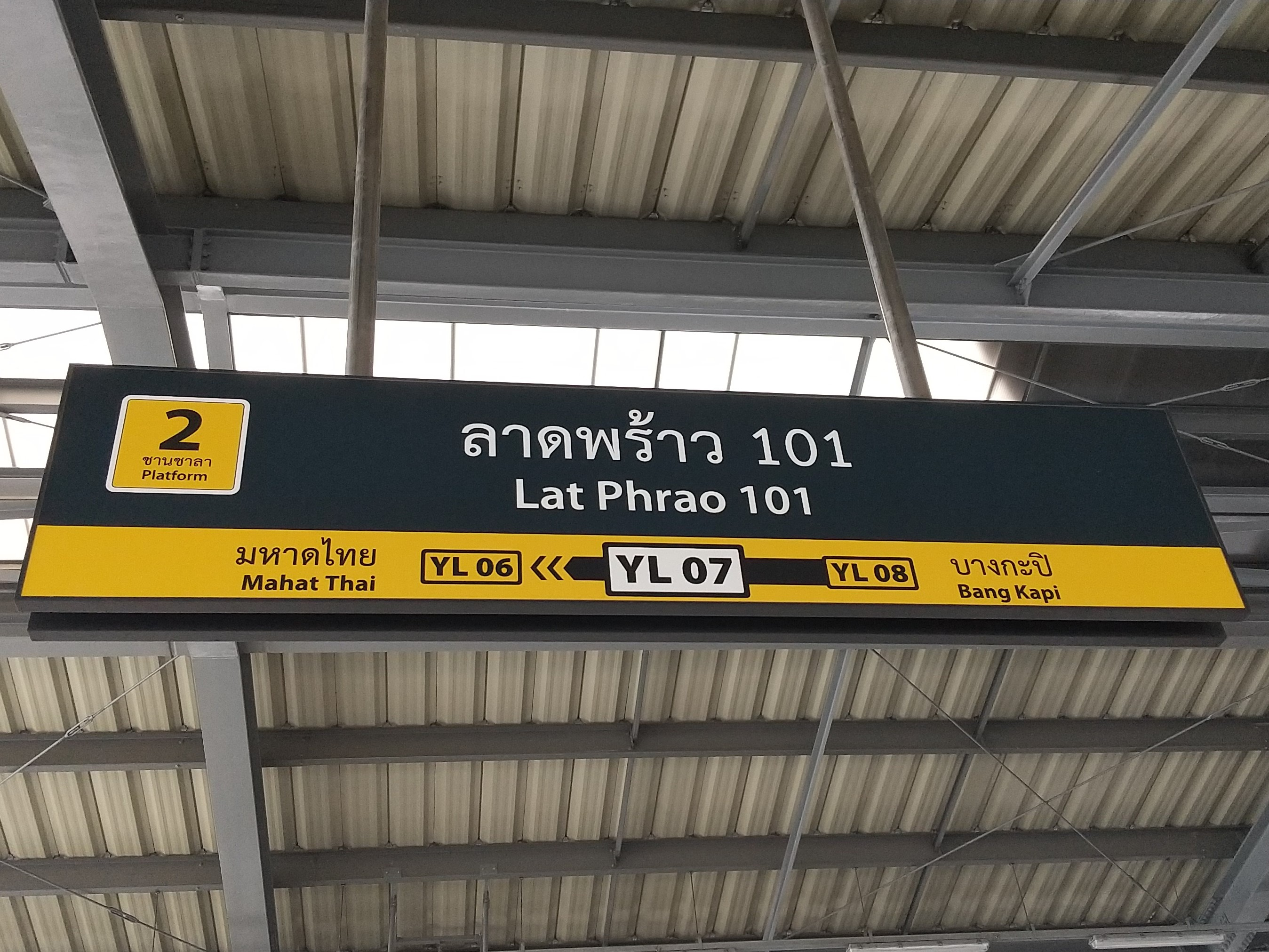
Bảng hiệu

Ga Lat Phrao 101 (tiếng Thái: สถานีลาดพร้าว 101) là một Bangkok MRT trên Tuyến Vàng. Nhà ga nằm trên Đường Lat Phrao, cạnh Soi Lat Phrao 101 tại quận Bang Kapi, Băng Cốc. The station has four entrances. Nó được mở cửa ngày 12 tháng 6 năm 2023 như một phần chạy thử nghiệm giữa Hua Mak và Phawana.